# Dreibahnen
Der Begriff Dreibahnen ist eine Sammelbezeichnung für drei Bahnarten im Sportkegeln:
- Bohle
- Schere  und
- Asphalt/Classic.

In Deutschland werden alljährlich die nationalen Dreibahnen-Meisterschaften durch den Deutschen Bohle-Kegler-Verband (DBKV) unter dem Dach des Deutschen Keglerbundes (DKB) ausgetragen. Teilnahmeberechtigt sind die Qualifikanten aus den einzelnen Landesverbänden.